# Mers El Kheir
Mers El Kheir (arabiska: مرس الخير) är en landskommun i Marocko. Den ligger i prefekturen Skhirate-Témara och regionen Rabat-Salé-Kénitra, omedelbart sydväst om huvudstaden Rabat. Antalet invånare var 20 617 vid folkräkningen 2014.